# Conrad Adam von Schickfuß und Neudorff
Conrad Adam von Schickfuß und Neudorff (geb. 2. Oktober 1708 in Petersdorf (Schlesien); gest. 27. Februar 1760) war ein preußischer Landrat.

## Leben

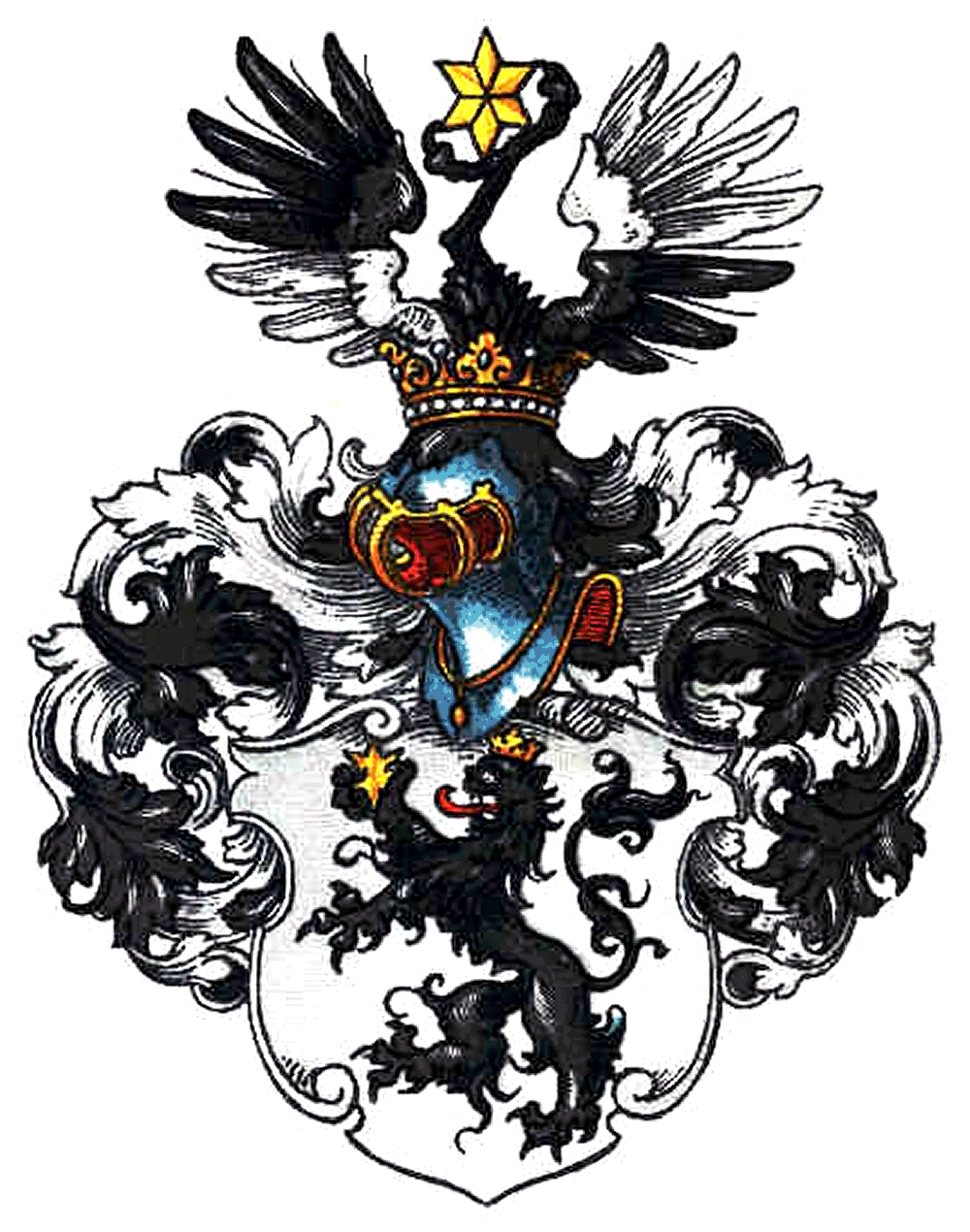
Stammwappen derer von Schickfus und Neudorff

Conrad Adam von Schickfuß und Neudorff war Angehöriger des schlesischen Briefadelsgeschlechts Schickfus und Neudorff. Er war der Sohn von Leopold Deodat von Schickfuß und Neudorff (1670–1726), Erbherr mehrerer Güter,  Landesältester in Nimptsch und dessen Ehefrau Anna Eleonore Elisabeth (1677–1718), geb. von Heugel. 1754 fand Conrad Adam von Schickfuß und Neudorff erstmals Erwähnung als Deputierter, bevor er im Oktober 1756 zum Nachfolger von Hans Melchior von Senitz-Rudelsdorff als Landrat des Kreises Nimptsch ernannt wurde. Das Amt als Landrat übte er bis 1758 aus, Nachfolger wurde noch im gleichen Jahr Carl Friedrich von Pfeil und Klein-Ellguth.

## Persönliches
Conrad Adam von Schickfuß und Neudorff war Erbherr auf Petersdorf, Royn und Ober Johnsdorf und war zwei Mal verheiratet. In erster Ehe war er seit dem 10. November 1728 mit Johanna Barbara († 1743), geb. von Rheder(n) aus dem Haus Bohrau, verheiratet. In zweiter Ehe vermählte er sich am 6. März 1743 mit Sylvia Beate (1722–1779), geb. von Paczensky und Tenczin. Aus dieser Ehe gingen zwei Kinder hervor:
- Karl Christian Ehrenfried von Schickfuß und Neudorff (1744–1805) und
- Juliane Beate Sophie von Schickfus(s) (1746–1816), verheiratet mit Christian Daniel von Busse aus dem Haus Herrenlauersitz.